# Wyspa Chalky
Chalky (ang. Chalky Island, maori Te Kakahu) – mała wyspa w południowo-zachodniej części Nowej Zelandii, położona 140 km na zachód od miasta Invercargill i 15 km na południowy wschód od Przylądka Zachodniego (ang. West Cape) Wyspy Południowej. Powierzchnia wyspy wynosi 514 hektarów.
W 1773 roku kapitan James Cook jako pierwszy oznaczył wyspę na mapie. Od końca XVIII w. do początku XIX w. wyspa była bazą dla łowców fok.
Nowozelandzki Departament Ochrony Środowiska (ang. Department of Conservation) usunął z wyspy wszystkie drapieżniki, stworzono na niej rezerwat ptactwa. Na wyspy Chalky i Codfish przeniesiono wszystkie osobniki nielotnej papugi kakapo. Wyspa Chalky jest częścią Fiordland National Park.